# Collyria coxator
Collyria coxator är en stekelart som först beskrevs av Charles Joseph de Villers 1789.  Collyria coxator ingår i släktet Collyria och familjen brokparasitsteklar. Arten är reproducerande i Sverige.

## Underarter
Arten delas in i följande underarter:
- C. c. nigrifemur
- C. c. rufa